# Хилдигис
Хилдигис (на латински: Hildigisus, Ildihisus, Hildigis, † ок. † 555) е принц от лангобардската династия Летинги, проявява безуспешно претенции да стане крал на лангобардите.
Той е син на тронпринц Илдичис (Ризнулф, † 552) и внук на лангобардския крал Тато († 510). Баща му е изпъден от братовчед му Вахо, търси помощ от гепидите и бяга при Варните и е убит по нареждане на Вахо.
Хилдигис живее в изгнание при Гепидите и след смъртта на Вахо († 540) проявява безуспешно претенции да получи наследството си с помощта на гепидите.
Аудоин от род Гаузи става около 540 г. регент на малолетния крал Валтари († 546). Около 546 г. Валтари умира по неизвестни причини и Аудоин се обявява сам за крал. Тогава Хилдигис, братовчед на Валтари, изявява безуспешни претениции за трона. Кралят на гепидите Туризинд убива тайно своя гост Хилдигис.
Той има два сина единият умира от болест, а вторият Илдигес (Илдигизал) успява да избяга и има също претенции за трона.